# Tines del Boines
Les tines del Boines són un conjunt del municipi del Pont de Vilomara i Rocafort (Bages) protegit com a bé cultural d'interès local. Les tines són pròximes a la font del Boines.

## Descripció
És un conjunt de dues tines i una barraca que forma un sol cos de forma quasi perfectament rectangular, de 4,70 m per 6,80 m. Les dues tines queden a l'interior de la mateixa construcció. La part inferior dels murs és feta amb pedra amorterada, on hi ha ambdós dipòsits, i a la part superior, de la qual se n'ha ensorrat gran part, amb pedra seca. Cal indicar la presència de fragments de peces ceràmiques (teules) inserides als murs, segurament durant la construcció. La coberta ha desaparegut totalment. L'entrada és comuna per a les dues tines i té una amplada de 130 cm; és construïda amb els muntants verticals, sobre els quals es devia recolzar la llinda, en aquest cas inexistent.
Descrivim les tines tenint com a referència la porta d'entrada i d'esquerra a dreta. La tina número 1 té el dipòsit amb planta circular. L'interior és recobert de rajoles de ceràmica envernissada amb un punt de curvatura; és possible que durant la construcció, o bé posteriorment, s'ampliés, ja que la penúltima filada presenta uns encaixos que es troben tapats amb morter igual als de la filada superior.
La tina número 2 té el dipòsit amb planta rectangular i és més petita. L'interior és enrajolat amb el mateix tipus de peces ceràmiques, en aquest cas completament planes. Els brocs d'ambdues tines són a la barraca a la part posterior.
En aquest conjunt hi ha una barraca que s'emplaça al sud-oest del conjunt. És de planta rectangular i construïda amb pedra seca. La coberta, la part superior dels murs i els muntants de la porta s'han ensorrat. Té una finestra al parament nord-oest i a l'interior hi ha dos amagatalls i els dos brocs de les tines.